# Arnold Mvuemba
Arnold Mvuemba Makengo (ur. 28 stycznia 1985 w Alençon) – francuski piłkarz występujący na pozycji pomocnika, z pochodzenia Kongijczyk.

## Kariera klubowa
W 2007 roku Mvuemba został wypożyczony ze Stade Rennais FC do Portsmouth F.C. z opcją transferu definitywnego. Swój pierwszy występ w Premier League Arnold zaliczył 25 lutego 2007 roku w meczu przeciwko Blackburn Rovers, a pierwszego gola strzelił w wygranym przez jego drużynę 4:2 meczu z Watford, który odbył się 9 kwietnia 2007 roku. 3 lipca 2007 roku Mvuemba podpisał 3-letni kontrakt z Portsmouth, kwota transferu nie została ujawniona. W 2009 roku trafił na wypożyczenie do Lorient.
4 września 2012 roku, Mvuemba podpisał kontrakt z Olympique Lyon. W 2016 odszedł do FC Lorient. Następnie grał w katarskim Umm-Salal SC.
| Sezon   | Klub             | Kraj    | Rozgrywki          | Mecze | Bramki | Rozgrywki kontynentalne   | Mecze | Bramki |
| ------- | ---------------- | ------- | ------------------ | ----- | ------ | ------------------------- | ----- | ------ |
| 2003/04 | Stade Rennais FC | Francja | Ligue 1            | 8     | 0      | –                         | –     | –      |
| 2004/05 | Stade Rennais FC | Francja | Ligue 1            | 8     | 0      | –                         | –     | –      |
| 2005/06 | Stade Rennais FC | Francja | Ligue 1            | 16    | 1      | Puchar UEFA               | 3     | 0      |
| 2006/07 | Stade Rennais FC | Francja | Ligue 1            | 1     | 0      | –                         | –     | –      |
| 2006/07 | Portsmouth F.C.  | Anglia  | Premier League     | 7     | 1      | –                         | –     | –      |
| 2007/08 | Portsmouth F.C.  | Anglia  | Premier League     | 8     | 0      | –                         | –     | –      |
| 2008/09 | Portsmouth F.C.  | Anglia  | Premier League     | 6     | 0      | Puchar UEFA               | 4     | 1      |
| 2009/10 | FC Lorient       | Francja | Ligue 1            | 37    | 2      | –                         | –     | –      |
| 2010/11 | FC Lorient       | Francja | Ligue 1            | 34    | 2      | –                         | –     | –      |
| 2011/12 | FC Lorient       | Francja | Ligue 1            | 34    | 4      | –                         | –     | –      |
| 2012/13 | FC Lorient       | Francja | Ligue 1            | 4     | 1      | –                         | –     | –      |
| 2012/13 | Olympique Lyon   | Francja | Ligue 1            | 17    | 1      | –                         | –     | –      |
| 2013/14 | Olympique Lyon   | Francja | Ligue 1            | 16    | 1      | Liga Mistrzów Liga Europy | 0 10  | 0 1    |
| 2014/15 | Olympique Lyon   | Francja | Ligue 1            | 20    | 0      | kw. do Ligi Europy        | 3     | 0      |
| 2015/16 | Olympique Lyon   | Francja | Ligue 1            | 6     | 0      | –                         | –     | –      |
| 2016/17 | FC Lorient       | Francja | Ligue 1            | 32    | 1      | –                         | –     | –      |
| 2017/18 | FC Lorient       | Francja | Ligue 2            | 1     | 0      | –                         | –     | –      |
| 2018/19 | Umm-Salal SC     | Katar   | Qatar Stars League | 7     | 0      | –                         | –     | –      |